# Адамини, Томмазо
Томмазо (Фома Леонтьевич) Адамини (1764—1828) — русский архитектор швейцарского происхождения.

## Биография

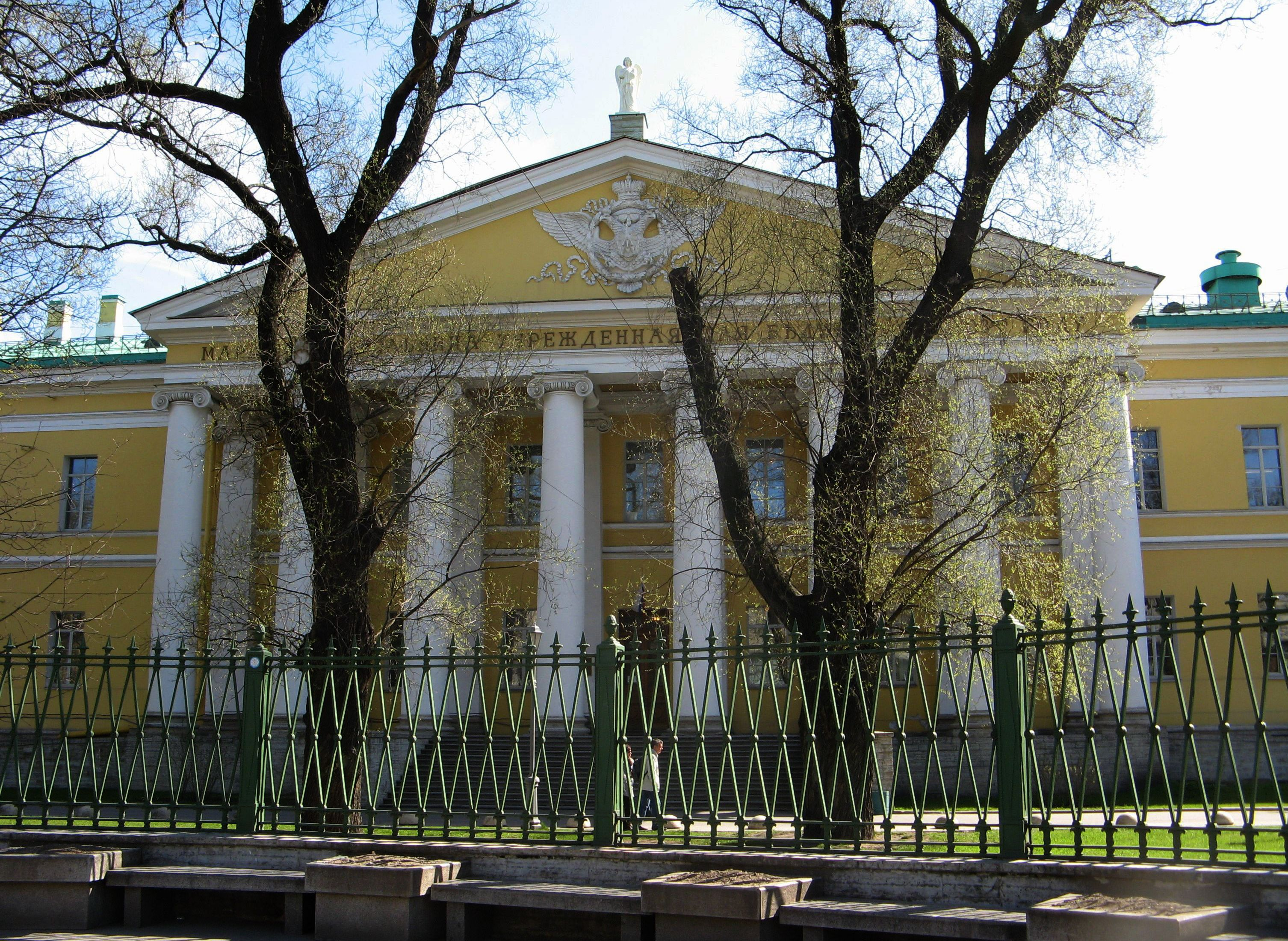
Мариинская больница на Литейном проспекте в Санкт-Петербурге

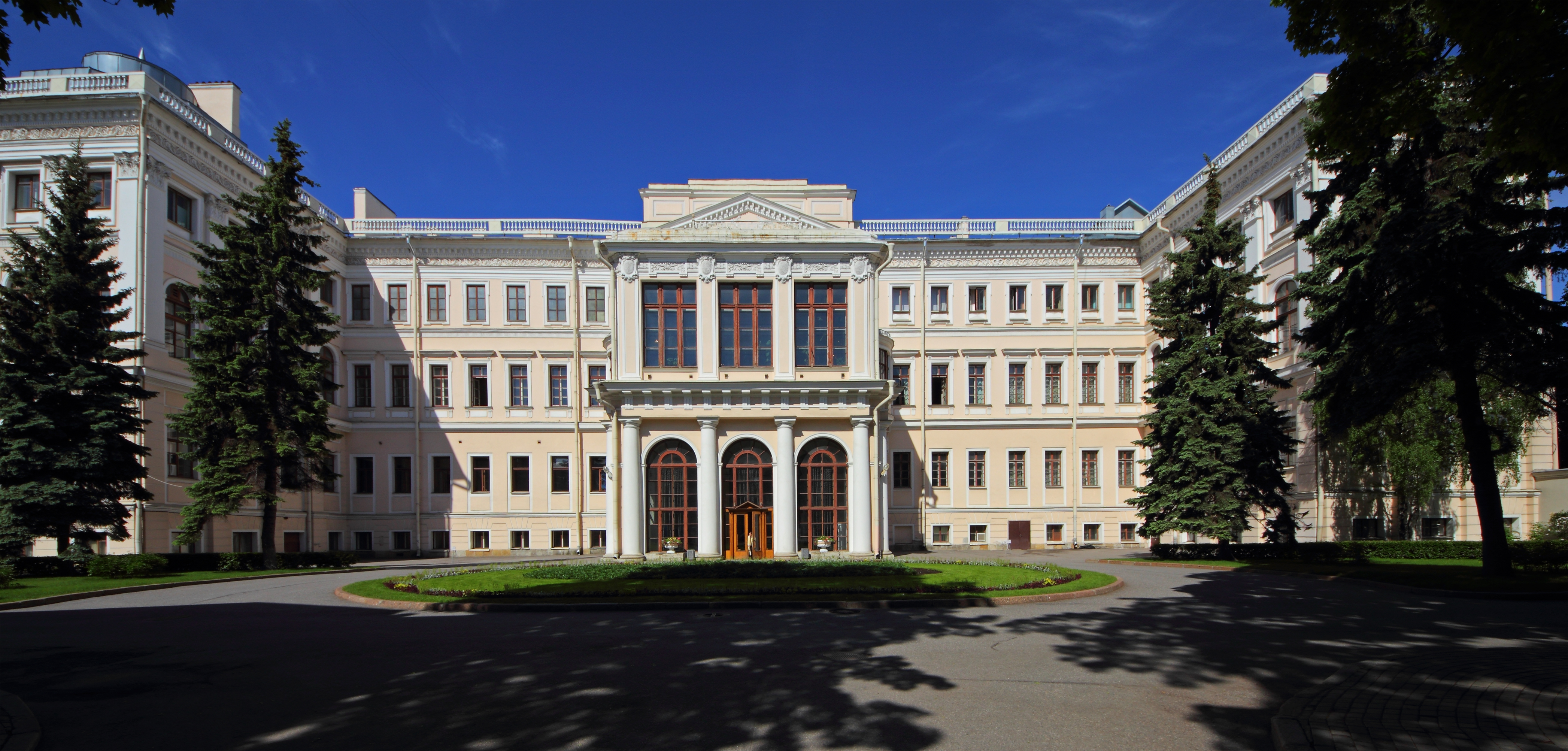
Аничков дворец

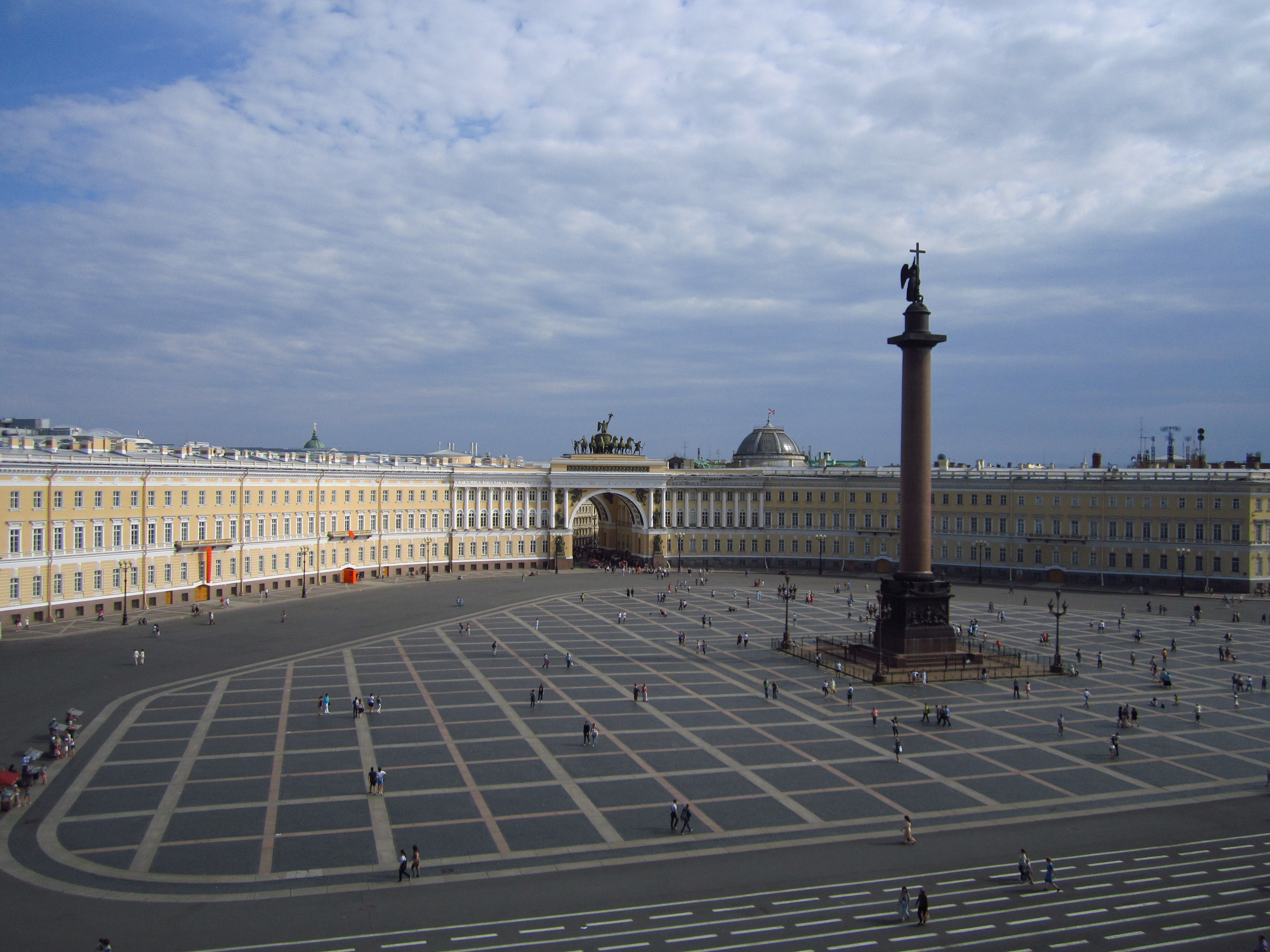
Вид на здание Главного штаба

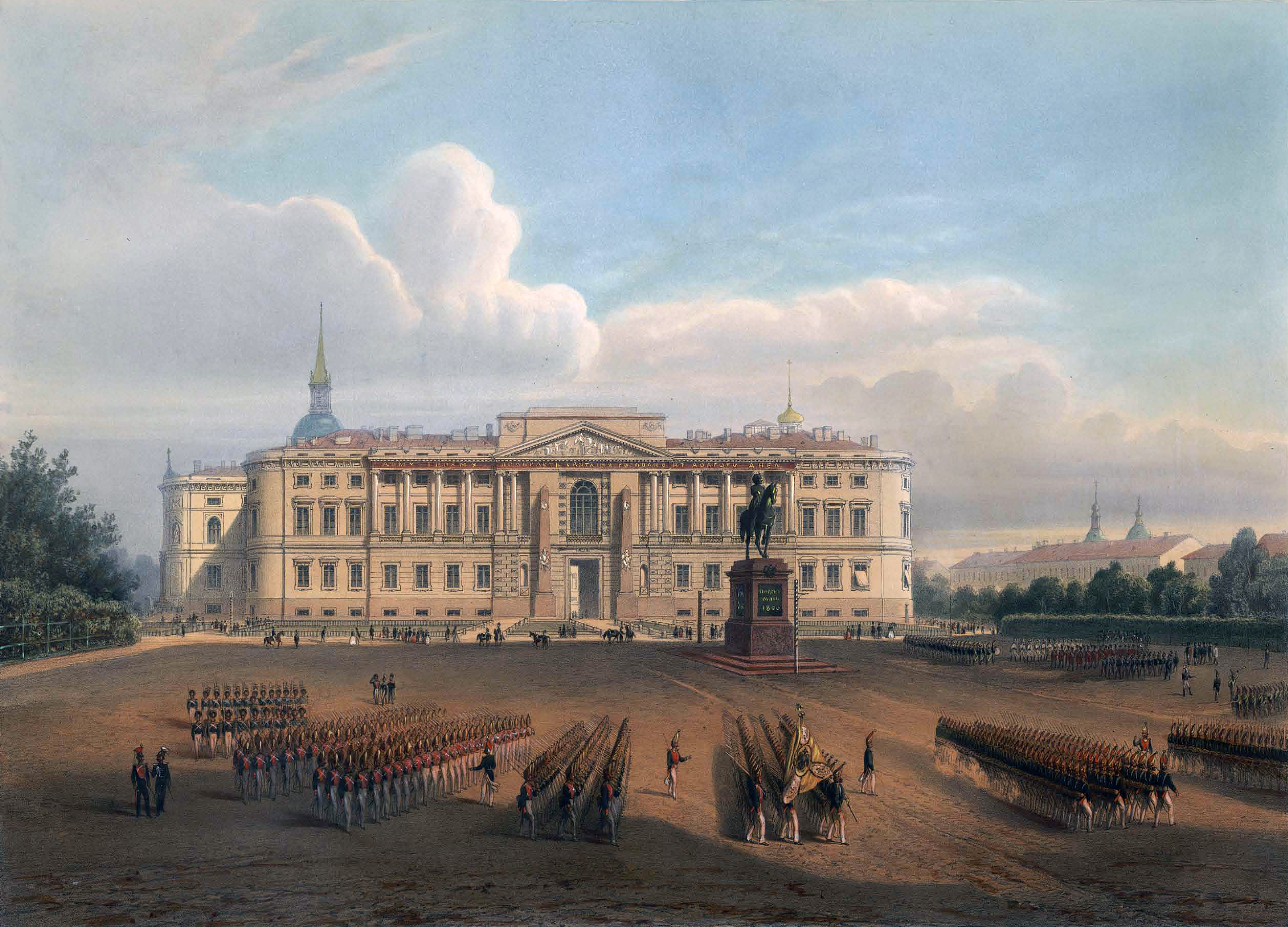
Михайловский замок в 1850-х годах

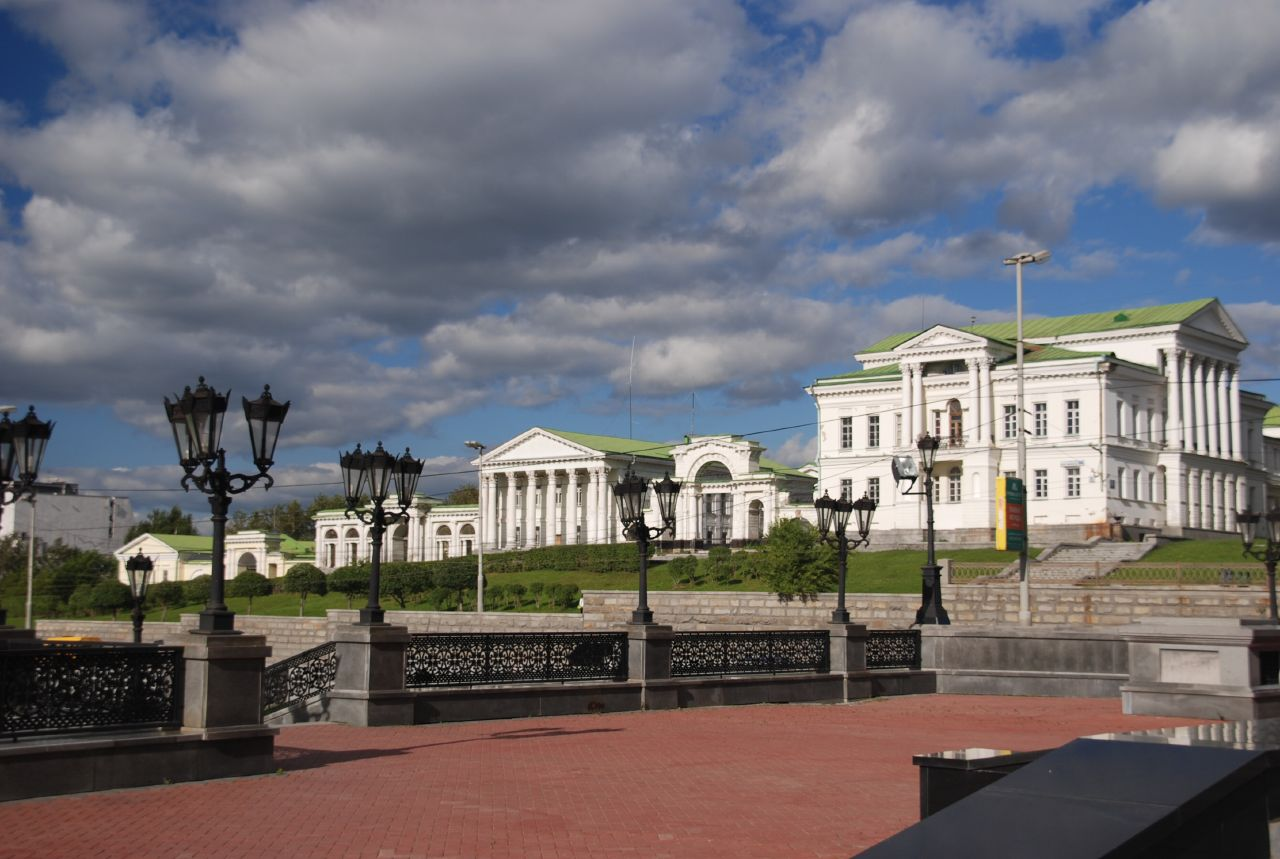
Вид на усадьбу Расторгуева-Харитонова, Екатеринбург.

Представитель известной семьи русских архитекторов и строительных мастеров Адамини из Швейцарии. Отец архитекторов и инженеров Доменико и Леоне Адамини. Его племянником был также архитектор Антонио (Антон Устинович) Адамини.
Приехал в Россию в 1796 году и поступил на службу в качестве «каменных дел мастеров» в Кабинет Её Императорского величества.
Работал под руководством Джакомо Кваренги на строительстве Мариинской больницы на Литейном проспекте, 9 (1803—1805) и училища для девочек из незнатных и небогатых дворянских семей им. св. Екатерины на Фонтанке (1804—1807), а также на перестройке Аничкова дворца (1801—1811) и апартаментов императора Александра I (1801—1802, 1808), на достройке Смольного монастыря (1811—1816); руководил строительством Михайловского дворца по проекту Карла Росси (1819—1825), одновременно работал на постройке здания Главного штаба на Дворцовой площади.
В 1825 году вышел в отставку. Умер в Санкт-Петербурге.
В начале 2000-х годов профессор Архитектурно-художественной академии, председатель общества уральских краеведов Всеволод Михайлович Слукин обнаружил в архивах одно итальянское издание, в котором прямо назван создатель усадьбы на Вознесенской горке по ул. К. Либкнехта в Екатеринбурге — Томмазо Адамини, архитектор, работавший в Санкт-Петербурге. Это бывшая усадьба золотопромышленников Расторгуева и Харитонова — единственный дворцовый комплекс Урала (построен в 1824 году). В книге «Приваловские миллионы» писатель Д. Мамин-Сибиряк так описывал усадьбу: 

«Он (дом) занимал собой вершину горы и представлялся издали чем-то вроде старинного кремля. Несколько громадных белых зданий с колоннами, бельведерами, балконами и какими-то странной формы куполами выходили главным фасадом на небольшую площадь, а великолепными воротами в форме триумфальной арки, на Нагорную улицу. Непосредственно за главным зданием, спускаясь по Нагорной улице, тянулся целый ряд каменных построек, также украшенных колоннами, лепными карнизами и арабесками. Сквозные железные ворота открывали вид на широкий двор, со всех сторон окруженный каменными службами, конюшнями, великолепной оранжереей. Это был целый замок в помещичьем вкусе: позади зеленел старинный сад, занимающий своими аллеями весь спуск с горы».